# UFC 49
UFC 49: Unfinished Business fue un evento de artes marciales mixtas organizado por Ultimate Fighting Championship. Tuvo lugar el 21 de agosto de 2004 en el MGM Grand Arena de Paradise, Nevada. El evento fue televisado en vivo mediante  pay-per-view en los Estados Unidos, y fue luego publicado en DVD.

## Historia
Se destacó la muy anticipada trilogía entre el campeón de los pesos semipesados Vitor Belfort, y Randy Couture, después de una decepcionante pelea detenida por los médicos en su último encuentro ocurrido en UFC 46.
En este evento se disputó la última pelea en la categoría de los ligeros hasta UFC 58, que aconteció el 4 de marzo de 2006.

## Resultados

### Tarjeta preliminar
- Peso ligero:  Yves Edwards vs.  Josh Thomson

Edwards ganó por nocaut (patada a la cabeza) a los 4:31 del primer asalto.
- Peso wélter:  Karo Parisyan vs.  Nick Diaz

Parisyan ganó por decisión dividida (28–29, 29–28 and 30–27).
- Peso wélter:  Chris Lytle vs.  Ronald Jhun

Lytle ganó por sumisión (guillotine choke) al 1:17 del segundo asalto.

### Tarjeta principal
- Peso pesado:  Justin Eilers vs.  Mike Kyle

Eilers ganó por nocaut (golpes) al 1:14 del primer asalto.
- Peso medio:  David Terrell vs.  Matt Lindland

Terrell ganó por nocaut (golpe) a los 0:24 del primer asalto.
- Peso semipesado:  Chuck Liddell vs.  Vernon White

Liddell ganó por nocaut (golpe) a los 4:05 del primer asalto.
- Peso medio:  Joe Riggs vs.  Joe Doerksen

Riggs ganó por sumisión (golpes) a los 3:39 del segundo asalto.
- Campeonato de peso semipesado de UFC:  Vitor Belfort (c) vs.  Randy Couture

Couture ganó por nocaut técnico (detenido por el médico) al final del asalto número tres. Couture se convirtió en campeón de esa categoría por seginda ocasión.

## Salario de peleadores
El pago total a los peleadores participantes en el evento fue de $535 000. Estas cifras solo incluyen números declarados a la Comisión Atlética correspondiente.
- Randy Couture: $225 000
- Chuck Liddell: $120 000
- Vitor Belfort: $100 000
- Matt Lindland: $20 000
- Yves Edwards: $14 000
- David Terrell: $8 000
- Josh Thomson: $6 000
- Nick Diaz: $6 000
- Justin Eilers: $6 000
- Chris Lytle: $6 000
- Karo Parisyan: $6 000
- Joe Riggs: $5 000
- Mike Kyle: $4 000
- Vernon White: $4 000
- Ronald Jhun: $3 000
- Joe Doerksen: $2 000